# Луху
Луху (Luhu, Piru) — австронезийский язык, на котором говорят на островах Боано и Келанг, западнее острова Серам, в деревне Луху полуострова Хоамоаль на западе острова Серам провинции Малуку в Индонезии. Имеет диалекты бату-мерах (говорят на острове Амбон), келанг и луху. Самый северный диалект — пиру — был отделён от остальной части через колониальную депуляцию  и, будучи под влиянием соседних языков, стал исчезать.